# Fantôme
Fantôme è il nono album in studio della cantante giapponese Utada Hikaru, pubblicato il 28 settembre 2016 da parte della Virgin Records e l'Universal Music Japan.

## Il disco
Fantôme è il sesto album in lingua giapponese di Utada, e il primo a presentare un titolo che non sia inglese. È inoltre il primo album di inediti da This Is the One del 2009, a seguito della pausa che la cantante decise di prendere nel 2011. Contiene sette brani inediti, il brano del 2012 Sakura nagashi e i tre singoli pubblicati in anticipazione dell'album: Hanataba wo kimi ni, Manatsu no tooriame e Michi. Il processo di scrittura e registrazione del disco è stato sensibilmente rallentato dallo stato di gravidanza in cui Utada è stata a partire da metà estate 2015.
La copertina del disco consiste in una foto di Utada Hikaru scattata da Julien Mignot.

## Tracce
Testi e musiche di Utada Hikaru, eccetto dove indicato.
1. Michi (?, 道) – 3:36
2. Ore no kanojo (俺の彼女?) – 5:04
3. Hanataba wo kimi ni (花束を君に?) – 4:38
4. Nijikan dake no vacance (二時間だけのバカンス?) (feat. Shi'ina Ringo) – 4:42
5. Ningyo (人魚?) – 4:16
6. Tomodachi (ともだち?) (with Nariaki Obukuro) – 4:22
7. Manatsu no tooriame (真夏の通り雨?) – 5:38
8. Kouya no ookami (荒野の狼?) – 4:34
9. Boukyaku (忘却?) (feat. KOHH) – 5:05 (Utada Hikaru, KOHH)
10. Jinsei saikou no hi (人生最高の日?) – 3:10
11. Sakura nagashi (桜流し?) – 4:40 (musica: Utada Hikaru, Paul Carter)

## Classifiche
| Classifica (2016) | Posizione massima |
| ----------------- | ----------------- |
| Corea del Sud     | 47                |
| Giappone          | 1                 |